# 提格拉特帕拉沙尔一世
提格拉特帕拉沙尔一世（？—前1077年），亚述国王（约前1115年～前1077年在位）。“提格拉特帕拉沙尔”是希伯来语对他的名字的转写，他的阿卡德语真名为图库尔蒂-阿皮尔-伊沙拉（Tukulti-apil-Esharra），字面意思是“伊沙拉之子是我的信念”。
提格拉特帕拉沙尔一世是亚述国王亚述雷什伊希一世的儿子。他被认为是中期亚述最伟大的统治者之一，向四方扩展了亚述王国的疆土。根据记载，他的第一场战役是针对穆什基人进行的，后者占据着幼发拉底河上游的很大一片地方。接着，他洗劫了科马根和东卡帕多细亚，并把赫梯人从亚述领土上赶走。在打败赫梯人之后，提格拉特帕拉沙尔一世乘胜追击，进入凡湖南部山区，然后转向西面征服了马拉蒂亚（今土耳其境内）。提格拉特帕拉沙尔一世在其在位的第五年攻入卡帕多细亚，在一座古亚述要塞遗迹中找到的铜板上发现了关于这次胜利的铭文。居住在叙利亚北部的阿拉米人成为提格拉特帕拉沙尔一世的下一个打击目标；在这次讨伐中，亚述军队一直打到了底格里斯河的源头。由于占领了位于幼发拉底河沿岸的赫梯城镇佩托尔，提格拉特帕拉沙尔一世打通了通往地中海的道路。接下来他连续攻克了比布鲁斯和西顿诸城市，最后终于在艾尔瓦德岛登船进入了地中海。
在国内政策方面，提格拉特帕拉沙尔一世鼓励商业，热衷于修建公共建筑。根据他的命令，亚述境内普遍维修了灌溉系统。一般认为，他曾下令对亚述城中的亚述神神庙和哈达德神神庙进行修缮。
提格拉特帕拉沙尔一世在晚年的统治呈现出一种收缩和衰颓态势，阿拉米人重又对亚述形成压力。在他去世后，其子阿沙里德-阿帕尔-伊库尔继承了王位。

## 资料来源
本条目包含来自公有领域出版物的文本: Chisholm, Hugh (编).  (第11版). London: Cambridge University Press. 1911.
| 前任： 亚述雷什伊希一世 | 亚述国王 前1115年~前1077年 | 繼任： 阿沙里德-阿帕尔-伊库尔 |